# Фортеця Сан-Луїс
Фортеця Сан-Луїс (ісп. Fortaleza San Luis) розташована біля річки Яке-дель-Норте на південному заході Сантьяго-де-лос-Кабальєрос, Домініканська Республіка. Форт був місцем кількох битв під час війни за відновлення незалежності. Фортеця Сан-Луїс також служила муніципальною в'язницею, а потім форт був перетворений на музей.

## Історія
Форт протягом усієї своєї історії був життєво важливим для захисту та контролю другого міста Домініканської Республіки — Сантьяго, а, отже, і всього регіону долини Сібао. Після проголошення незалежності від Гаїті і побоюючись повторного вторгнення Гаїті, тоді президент Педро Сантана попросив про повторне приєднання Домініканської Республіки до Іспанії в березні 1861 року. Іспанія направила піхотинців під командуванням полковника Рамона де Порталу у Санто-Домінго для зайняття форту. Рішення Сантани не було популярним серед націоналістичного руху, і почалася Війна за відновлення незалежності. Домініканські сили перемогли іспанські війська, і до вересня 1863 року форт був знову захоплений. Після відновлення республіки форт був перетворений у військове училище, яке в 1875 році закінчило свій перший клас курсантів на курсах підготовки офіцерів батальйону «Яке».
У 1881 р. форт додав новий гарнізон поряд з арсеналом, а в 1884 р. до форту був доданий військовий госпіталь. У 1886 році президент Улісе Горо подарував Сантьяго-де-лос -Кабальєросу годинникову вежу, яка була встановлена у Фортеці Сан-Луїс.
Під час окупації Сполученими Штатами Америки Домініканської Республіки 1 500 морських піхотинців утримували Форталезу Сан-Луїс. У 1924 р. після досягнення політичних цілей «стабілізації» морська піхота покинула форт.

## Ремонт
У 2004 році форт був відремонтований і перетворений на музей. Проект фінансувався урядом, приватним сектором та меценатами. Вартість першого етапу проекту склала 83 966,00 песо.

## Галерея

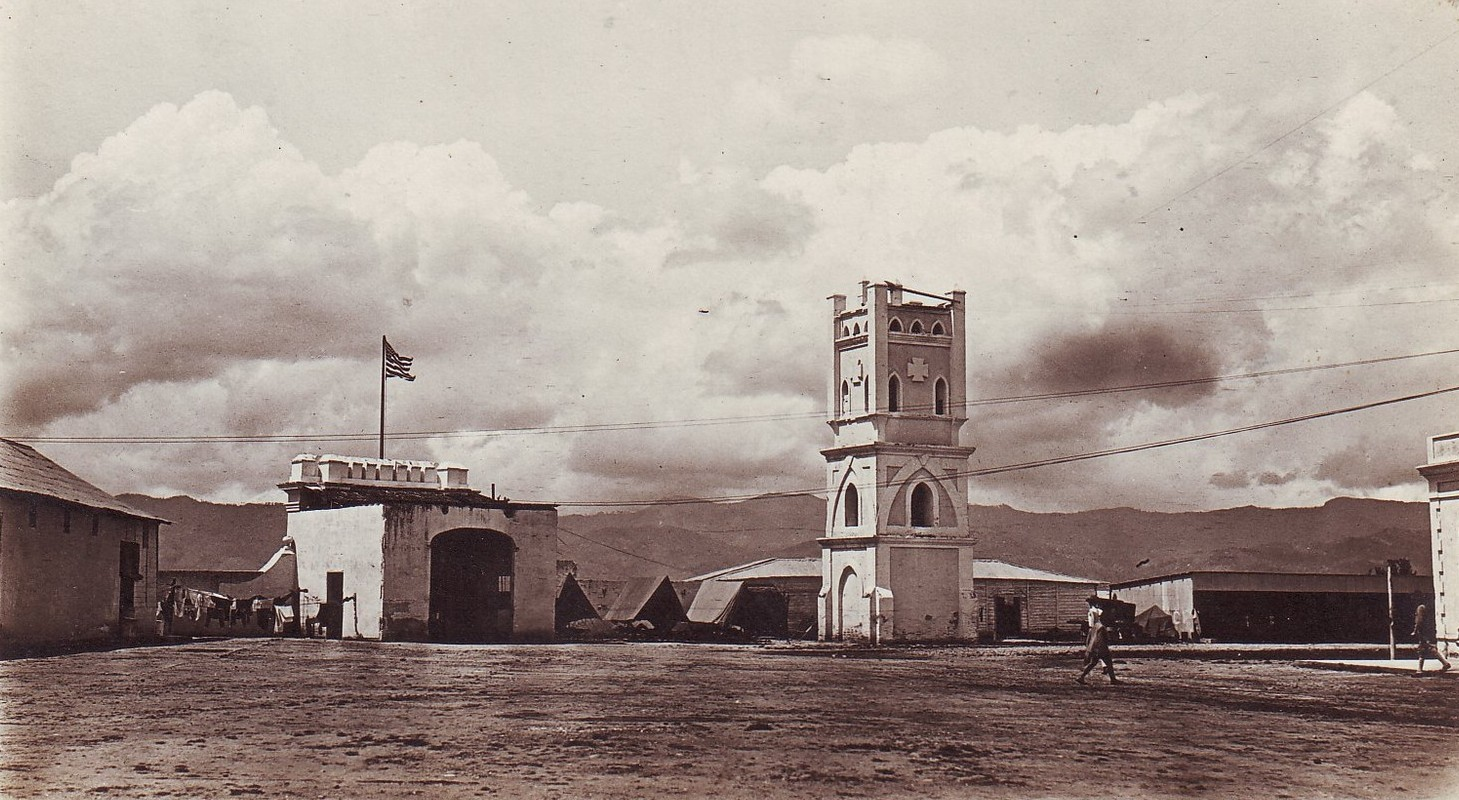
Під владою американської морської піхоти